# Campeonato de Fútbol Femenino de Primera División C 2023 (Argentina)
El Campeonato de Fútbol Femenino de Primera División C 2023 fue el torneo de la cuarta temporada de la Primera División C. Es organizado por la Asociación del Fútbol Argentino y comenzó el 8 de abril de 2023 y finalizó el 9 de diciembre de 2023.
Un total de 27 equipos participaron en la competición, incluyendo 20 equipos de la temporada anterior, 2 descendidos de la Primera División B y 5 equipos aceptados por la Asociación del Fútbol Argentino para participar de la última categoría del fútbol femenino argentino: Aldosivi, Unión (SF), Villa Dálmine, El Frontón y Estrella del Sur. Además, 5 equipos participantes de la temporada anterior, no participaron del actual torneo: Argentino (M), Dep. Maipú, Liniers (descendido de Primera B), Sacachispas y Trocha.

## Formato
Se disputaron dos torneos en la temporada: Apertura y Clausura. Los dos primeros equipos de cada zona más los dos mejores terceros clasificaron a cuartos de final; luego hubo semifinal y final, del cual salió el vencedor.
Los ganadores del Apertura y Clausura se enfrentaron en una final para definir el primer ascenso. Si el mismo equipo es el ganador de ambos torneos, ascendía directamente.
Por otro lado, se hizo una tabla general anual de cada zona. Los dos primeros de cada zona y el mejor tercero sumado al perdedor de la final anual, buscaron el segundo ascenso.
Finalmente, hubo cuatro descensos. El último de cada zona, en la tabla general anual, perdió la categoría; así como también, el peor anteúltimo.

## Equipos participantes
En cursiva, los equipos debutantes en torneos de AFA.
| Equipo                   | Ciudad               |
| ------------------------ | -------------------- |
| Aldosivi                 | Mar del Plata        |
| Almirante Brown          | San Justo            |
| Arsenal                  | Sarandí              |
| Atlético de Rafaela      | Rafaela              |
| Berazategui              | Berazategui          |
| Cañuelas                 | Cañuelas             |
| Chacarita Juniors        | Villa Maipú          |
| Country Canning          | Canning              |
| Defensores de Cambaceres | Ensenada             |
| Deportivo Laferrere      | Laferrere            |
| El Frontón               | San Andrés de Giles  |
| Estrella del Sur         | Alejandro Korn       |
| Ferrocarril Midland      | Libertad             |
| General Lamadrid         | Buenos Aires         |
| Ituzaingó                | Ituzaingó            |
| Juventud Unida           | San Miguel           |
| Luján                    | Luján                |
| Nueva Chicago            | Buenos Aires         |
| Quilmes                  | Quilmes              |
| San Martín               | Burzaco              |
| Sportivo Barracas        | Buenos Aires         |
| Sportivo Italiano        | Ciudad Evita         |
| Talleres                 | Remedios de Escalada |
| Tigre                    | Victoria             |
| Unión                    | Santa Fe             |
| Villa Dálmine            | Campana              |
| Villas Unidas            | Buenos Aires         |

### Distribución geográfica de los equipos
| Región                    | Cant. | Equipos |
| ------------------------- | ----- | --- |
| Conurbano bonaerense      | 16    | Alte. Brown, Arsenal, Berazategui, Cañuelas, Chacarita Jrs., Country Canning, Laferrere, Midland, Estrella del Sur, Ituzaingó, Juventud Unida (SM), Quilmes, San Martín (B), Sp. Italiano, Tigre y Talleres RE. |
| Provincia de Buenos Aires | 4     | Aldosivi, El Frontón, Luján y Villa Dálmine. |
| Ciudad de Buenos Aires    | 4     | Gral. Lamadrid, Nueva Chicago, Sp. Barracas y Villas Unidas |
| Provincia de Santa Fe     | 2     | Atlético Rafaela y Unión (SF) |
| Gran La Plata             | 1     | Cambaceres |

## Torneo Apertura

### Zona A

#### Tabla de posiciones
| Pos. | Equipo              | Pts. | PJ | PG | PE | PP | GF | GC | Dif. |
| ---- | ------------------- | ---- | -- | -- | -- | -- | -- | -- | ---- |
| 1.º  | Unión (SF)          | 21   | 8  | 7  | 0  | 1  | 27 | 4  | 23   |
| 2.º  | Laferrere           | 18   | 8  | 5  | 3  | 0  | 13 | 4  | 9    |
| 3.º  | Estrella del Sur    | 17   | 8  | 5  | 2  | 1  | 23 | 7  | 16   |
| 4.º  | Sp. Barracas        | 17   | 8  | 5  | 2  | 1  | 20 | 10 | 10   |
| 5.º  | El Frontón          | 12   | 8  | 4  | 0  | 4  | 15 | 17 | −2   |
| 6.º  | Chacarita Juniors   | 10   | 8  | 3  | 1  | 4  | 24 | 15 | 9    |
| 7.º  | San Martín (B)      | 4    | 8  | 1  | 1  | 6  | 10 | 35 | −25  |
| 8.º  | Villas Unidas       | 3    | 8  | 1  | 0  | 7  | 7  | 24 | −17  |
| 9.º  | Juventud Unida (SM) | 1    | 8  | 0  | 1  | 7  | 6  | 29 | −23  |

|  | 1er y 2do puesto clasificarán a cuartos de final + los dos mejores 3ros puestos. |

|  |

#### Resultados
| Fecha 1             | Fecha 1   | Fecha 1           | Fecha 1        | Fecha 1 | Fecha 1 |
| Local               | Resultado | Visitante         | Fecha          |         |         |
| ------------------- | --------- | ----------------- | -------------- | ------- | ------- |
| Juventud Unida (SM) | 0 - 2     | Villas Unidas     | Sáb 8 de abril |         |         |
| El Frontón          | 3 - 1     | Chacarita Juniors | Sáb 8 de abril |         |         |
| Sp. Barracas        | 3 - 3     | Estrella del Sur  | Sáb 8 de abril |         |         |
| San Martín (B)      | 0 - 3     | Laferrere         | Dom 9 de abril |         |         |
| Libre: Unión (SF)   |           |                   |                |         |         |

| Fecha 2           | Fecha 2   | Fecha 2             | Fecha 2         | Fecha 2 | Fecha 2 |
| Local             | Resultado | Visitante           | Fecha           |         |         |
| ----------------- | --------- | ------------------- | --------------- | ------- | ------- |
| Laferrere         | 1 - 1     | Sp. Barracas        | Sáb 15 de abril |         |         |
| Estrella del Sur  | 3 - 0     | Juventud Unida (SM) | Sáb 15 de abril |         |         |
| Villas Unidas     | 0 - 2     | Unión (SF)          | Sáb 15 de abril |         |         |
| Chacarita Juniors | 6 - 1     | San Martín (B)      | Sáb 15 de abril |         |         |
| Libre: El Frontón |           |                     |                 |         |         |

| Fecha 3              | Fecha 3   | Fecha 3           | Fecha 3         | Fecha 3 | Fecha 3 |
| Local                | Resultado | Visitante         | Fecha           |         |         |
| -------------------- | --------- | ----------------- | --------------- | ------- | ------- |
| Unión (SF)           | 1 - 0     | Estrella del Sur  | Sáb 22 de abril |         |         |
| Sp. Barracas         | 4 - 3     | Chacarita Juniors | Sáb 22 de abril |         |         |
| San Martín (B)       | 0 - 4     | El Frontón        | Sáb 22 de abril |         |         |
| Juventud Unida (SM)  | 1 - 2     | Laferrere         | Dom 23 de abril |         |         |
| Libre: Villas Unidas |           |                   |                 |         |         |

| Fecha 4               | Fecha 4   | Fecha 4             | Fecha 4         | Fecha 4 | Fecha 4 |
| Local                 | Resultado | Visitante           | Fecha           |         |         |
| --------------------- | --------- | ------------------- | --------------- | ------- | ------- |
| Estrella del Sur      | 3 - 0     | Villas Unidas       | Sáb 29 de abril |         |         |
| El Frontón            | 0 - 3     | Sp. Barracas        | Sáb 29 de abril |         |         |
| Chacarita Juniors     | 6 - 1     | Juventud Unida (SM) | Sáb 29 de abril |         |         |
| Laferrere             | 1 - 0     | Unión (SF)          | Dom 30 de abril |         |         |
| Libre: San Martín (B) |           |                     |                 |         |         |

| Fecha 5                 | Fecha 5   | Fecha 5           | Fecha 5        | Fecha 5 | Fecha 5 |
| Local                   | Resultado | Visitante         | Fecha          | Hora    |         |
| ----------------------- | --------- | ----------------- | -------------- | ------- | ------- |
| Unión (SF)              | 3 - 0     | Chacarita Juniors | Sáb 6 de mayo  | 11:00   |         |
| Villas Unidas           | 1 - 2     | Laferrere         | Sáb 6 de mayo  | 15:30   |         |
| Sp. Barracas            | 3 - 1     | San Martín (B)    | Mié 17 de mayo | 15:30   |         |
| Juventud Unida (SM)     | 0 - 2     | El Frontón        | Mié 17 de mayo | 15:30   |         |
| Libre: Estrella del Sur |           |                   |                |         |         |

| Fecha 6             | Fecha 6   | Fecha 6             | Fecha 6        | Fecha 6 | Fecha 6 |
| Local               | Resultado | Visitante           | Fecha          | Hora    |         |
| ------------------- | --------- | ------------------- | -------------- | ------- | ------- |
| Laferrere           | 1 - 1     | Estrella del Sur    | Sáb 13 de mayo | 15:00   |         |
| Chacarita Juniors   | 7 - 0     | Villas Unidas       | Sáb 13 de mayo | 15:30   |         |
| El Frontón          | 1 - 3     | Unión (SF)          | Sáb 13 de mayo | 15:30   |         |
| San Martín (B)      | 3 - 3     | Juventud Unida (SM) | Dom 14 de mayo | 15:30   |         |
| Libre: Sp. Barracas |           |                     |                |         |         |

| Fecha 7             | Fecha 7   | Fecha 7           | Fecha 7         | Fecha 7 | Fecha 7 |
| Local               | Resultado | Visitante         | Fecha           | Hora    |         |
| ------------------- | --------- | ----------------- | --------------- | ------- | ------- |
| Unión (SF)          | 9 - 1     | San Martín (B)    | Sáb 20 de mayo  | 12:30   |         |
| Villas Unidas       | 3 - 5     | El Frontón        | Sáb 20 de mayo  | 15:30   |         |
| Juventud Unida (SM) | 0 - 4     | Sp. Barracas      | Vie 9 de junio  | 15:00   |         |
| Estrella del Sur    | 3 - 1     | Chacarita Juniors | Sáb 10 de junio | 15:30   |         |
| Libre: Laferrere    |           |                   |                 |         |         |

| Fecha 8                    | Fecha 8   | Fecha 8          | Fecha 8        | Fecha 8 | Fecha 8 |
| Local                      | Resultado | Visitante        | Fecha          | Hora    |         |
| -------------------------- | --------- | ---------------- | -------------- | ------- | ------- |
| El Frontón                 | 0 - 4     | Estrella del Sur | Sáb 3 de junio | 15:00   |         |
| Chacarita Juniors          | 0 - 0     | Laferrere        | Sáb 3 de junio | 15:30   |         |
| Sp. Barracas               | 0 - 2     | Unión (SF)       | Sáb 3 de junio | 15:30   |         |
| San Martín (B)             | 3 - 1     | Villas Unidas    | Sáb 3 de junio | 15:30   |         |
| Libre: Juventud Unida (SM) |           |                  |                |         |         |

| Fecha 9                  | Fecha 9   | Fecha 9             | Fecha 9         | Fecha 9 | Fecha 9 |
| Local                    | Resultado | Visitante           | Fecha           | Hora    |         |
| ------------------------ | --------- | ------------------- | --------------- | ------- | ------- |
| Laferrere                | 3 - 0     | El Frontón          | Vie 16 de junio | 15:30   |         |
| Unión (SF)               | 7 - 1     | Juventud Unida (SM) | Dom 18 de junio | 10:30   |         |
| Villas Unidas            | 0 - 2     | Sp. Barracas        | Dom 18 de junio | 15:30   |         |
| Estrella del Sur         | 6 - 1     | San Martín (B)      | Mar 20 de junio | 15:00   |         |
| Libre: Chacarita Juniors |           |                     |                 |         |         |

### Zona B

#### Tabla de posiciones
| Pos. | Equipo           | Pts. | PJ | PG | PE | PP | GF | GC | Dif. |
| ---- | ---------------- | ---- | -- | -- | -- | -- | -- | -- | ---- |
| 1.º  | Arsenal          | 22   | 8  | 7  | 1  | 0  | 18 | 5  | 13   |
| 2.º  | Talleres (RE)    | 18   | 8  | 6  | 0  | 2  | 16 | 5  | 11   |
| 3.º  | Atlético Rafaela | 17   | 8  | 5  | 2  | 1  | 34 | 5  | 29   |
| 4.º  | Tigre            | 16   | 8  | 5  | 1  | 2  | 18 | 5  | 13   |
| 5.º  | Luján            | 10   | 8  | 3  | 1  | 4  | 8  | 16 | −8   |
| 6.º  | Midland          | 8    | 8  | 2  | 2  | 4  | 11 | 13 | −2   |
| 7.º  | Berazategui      | 7    | 8  | 2  | 1  | 5  | 9  | 22 | −13  |
| 8.º  | Cañuelas         | 6    | 8  | 2  | 0  | 6  | 9  | 21 | −12  |
| 9.º  | Ituzaingó        | 0    | 8  | 0  | 0  | 8  | 4  | 35 | −31  |

|  | 1er y 2do puesto clasificarán a cuartos de final + los dos mejores 3ros puestos. |

|  |

#### Resultados
| Fecha 1                 | Fecha 1   | Fecha 1     | Fecha 1         | Fecha 1 | Fecha 1 |
| Local                   | Resultado | Visitante   | Fecha           |         |         |
| ----------------------- | --------- | ----------- | --------------- | ------- | ------- |
| Talleres (RE)           | 2 - 0     | Midland     | Mié 26 de abril |         |         |
| Arsenal                 | 3 - 1     | Cañuelas    | Sáb 8 de abril  |         |         |
| Ituzaingó               | 1 - 5     | Tigre       | Sáb 8 de abril  |         |         |
| Luján                   | 2 - 1     | Berazategui | Dom 9 de abril  |         |         |
| Libre: Atlético Rafaela |           |             |                 |         |         |

| Fecha 2      | Fecha 2   | Fecha 2          | Fecha 2         | Fecha 2 | Fecha 2 |
| Local        | Resultado | Visitante        | Fecha           |         |         |
| ------------ | --------- | ---------------- | --------------- | ------- | ------- |
| Midland      | 1 - 2     | Arsenal          | Sáb 15 de abril |         |         |
| Berazategui  | 0 - 6     | Talleres (RE)    | Sáb 15 de abril |         |         |
| Cañuelas     | 3 - 1     | Ituzaingó        | Sáb 15 de abril |         |         |
| Tigre        | 1 - 0     | Atlético Rafaela | Dom 16 de abril |         |         |
| Libre: Luján |           |                  |                 |         |         |

| Fecha 3          | Fecha 3   | Fecha 3     | Fecha 3         | Fecha 3 | Fecha 3 |
| Local            | Resultado | Visitante   | Fecha           |         |         |
| ---------------- | --------- | ----------- | --------------- | ------- | ------- |
| Arsenal          | 3 - 1     | Berazategui | Sáb 22 de abril |         |         |
| Atlético Rafaela | 6 - 0     | Cañuelas    | Sáb 22 de abril |         |         |
| Talleres (RE)    | 3 - 1     | Luján       | Dom 23 de abril |         |         |
| Ituzaingó        | 1 - 4     | Midland     | Dom 23 de abril |         |         |
| Libre: Tigre     |           |             |                 |         |         |

| Fecha 4              | Fecha 4   | Fecha 4      | Fecha 4         | Fecha 4 | Fecha 4 |
| Local                | Resultado | Visitante    | Fecha           |         |         |
| -------------------- | --------- | ------------ | --------------- | ------- | ------- |
| Berazategui          | 3 - 1     | Ituzaingó    | Sáb 29 de abril |         |         |
| Luján                | 0 - 1     | Arsenal      | Sáb 29 de abril |         |         |
| Midland              | 2 - 2     | Atl. Rafaela | Sáb 29 de abril |         |         |
| Cañuelas             | 1 - 3     | Tigre        | Dom 30 de abril |         |         |
| Libre: Talleres (RE) |           |              |                 |         |         |

| Fecha 5         | Fecha 5   | Fecha 5       | Fecha 5       | Fecha 5 | Fecha 5 |
| Local           | Resultado | Visitante     | Fecha         | Hora    |         |
| --------------- | --------- | ------------- | ------------- | ------- | ------- |
| Arsenal         | 2 - 0     | Talleres (RE) | Sáb 6 de mayo | 15:30   |         |
| Atl. Rafaela    | 8 - 1     | Berazategui   | Sáb 6 de mayo | 16:00   |         |
| Tigre           | 3 - 0     | Midland       | Dom 7 de mayo | 11:00   |         |
| Ituzaingó       | 0 - 1     | Luján         | Dom 7 de mayo | 15:30   |         |
| Libre: Cañuelas |           |               |               |         |         |

| Fecha 6        | Fecha 6   | Fecha 6      | Fecha 6        | Fecha 6 | Fecha 6 |
| Local          | Resultado | Visitante    | Fecha          | Hora    |         |
| -------------- | --------- | ------------ | -------------- | ------- | ------- |
| Midland        | 3 - 0     | Cañuelas     | Sáb 13 de mayo | 9:45    |         |
| Berazategui    | 0 - 0     | Tigre        | Sáb 13 de mayo | 15:00   |         |
| Luján          | 0 - 3     | Atl. Rafaela | Sáb 13 de mayo | 15:30   |         |
| Talleres (RE)  | 3 - 0     | Ituzaingó    | Dom 14 de mayo | 10:00   |         |
| Libre: Arsenal |           |              |                |         |         |

| Fecha 7        | Fecha 7   | Fecha 7       | Fecha 7         | Fecha 7 | Fecha 7 |
| Local          | Resultado | Visitante     | Fecha           | Hora    |         |
| -------------- | --------- | ------------- | --------------- | ------- | ------- |
| Tigre          | 5 - 0     | Luján         | Sáb 20 de mayo  | 15:00   |         |
| Cañuelas       | 2 - 1     | Berazategui   | Dom 21 de mayo  | 10:00   |         |
| Ituzaingó      | 0 - 4     | Arsenal       | Sáb 10 de junio | 11:00   |         |
| Atl. Rafaela   | 2 - 0     | Talleres (RE) | Sáb 10 de junio | 15:30   |         |
| Libre: Midland |           |               |                 |         |         |

| Fecha 8          | Fecha 8   | Fecha 8      | Fecha 8        | Fecha 8 | Fecha 8 |
| Local            | Resultado | Visitante    | Fecha          | Hora    |         |
| ---------------- | --------- | ------------ | -------------- | ------- | ------- |
| Talleres (RE)    | 1 - 0     | Tigre        | Sáb 27 de mayo | 10:00   |         |
| Berazategui      | 2 - 0     | Midland      | Sáb 3 de junio | 15:00   |         |
| Arsenal          | 1 - 1     | Atl. Rafaela | Sáb 3 de junio | 15:30   |         |
| Luján            | 3 - 2     | Cañuelas     | Dom 4 de junio | 15:30   |         |
| Libre: Ituzaingó |           |              |                |         |         |

| Fecha 9            | Fecha 9   | Fecha 9       | Fecha 9         | Fecha 9 | Fecha 9 |
| Local              | Resultado | Visitante     | Fecha           | Hora    |         |
| ------------------ | --------- | ------------- | --------------- | ------- | ------- |
| Cañuelas           | 0 - 1     | Talleres (RE) | Sáb 17 de junio | 10:00   |         |
| Atl. Rafaela       | 12 - 0    | Ituzaingó     | Sáb 17 de junio | 15:30   |         |
| Tigre              | 1 - 2     | Arsenal       | Dom 18 de junio | 11:00   |         |
| Midland            | 1 - 1     | Luján         | Mar 20 de junio | 15:30   |         |
| Libre: Berazategui |           |               |                 |         |         |

### Zona C

#### Tabla de posiciones
| Pos. | Equipo            | Pts. | PJ | PG | PE | PP | GF | GC | Dif. |
| ---- | ----------------- | ---- | -- | -- | -- | -- | -- | -- | ---- |
| 1.º  | Aldosivi          | 19   | 8  | 6  | 1  | 1  | 25 | 5  | 20   |
| 2.º  | Quilmes           | 15   | 8  | 4  | 3  | 1  | 13 | 2  | 11   |
| 3.º  | Country Canning   | 13   | 8  | 4  | 1  | 3  | 9  | 11 | −2   |
| 4.º  | Cambaceres        | 12   | 8  | 3  | 3  | 2  | 10 | 4  | 6    |
| 5.º  | Almirante Brown   | 12   | 8  | 3  | 3  | 2  | 11 | 9  | 2    |
| 6.º  | Nueva Chicago     | 10   | 8  | 3  | 1  | 4  | 12 | 17 | −5   |
| 7.º  | Sportivo Italiano | 8    | 8  | 2  | 2  | 4  | 3  | 6  | −3   |
| 8.º  | General Lamadrid  | 8    | 8  | 1  | 5  | 2  | 4  | 11 | −7   |
| 9.º  | Villa Dálmine     | 1    | 8  | 0  | 1  | 7  | 2  | 24 | −22  |

|  | 1er y 2do puesto clasificarán a cuartos de final + los dos mejores 3ros puestos. |

|  |

#### Resultados
| Fecha 1         | Fecha 1   | Fecha 1         | Fecha 1        | Fecha 1 | Fecha 1 |
| Local           | Resultado | Visitante       | Fecha          |         |         |
| --------------- | --------- | --------------- | -------------- | ------- | ------- |
| Country Canning | 1 - 2     | Nueva Chicago   | Sáb 8 de abril |         |         |
| Lamadrid        | 0 - 0     | Almirante Brown | Sáb 8 de abril |         |         |
| Sp. Italiano    | 1 - 0     | Cambaceres      | Sáb 8 de abril |         |         |
| Villa Dálmine   | 0 - 4     | Quilmes         | Dom 9 de abril |         |         |
| Libre: Aldosivi |           |                 |                |         |         |

| Fecha 2              | Fecha 2   | Fecha 2         | Fecha 2         | Fecha 2 | Fecha 2 |
| Local                | Resultado | Visitante       | Fecha           |         |         |
| -------------------- | --------- | --------------- | --------------- | ------- | ------- |
| Cambaceres           | 3 - 0     | Lamadrid        | Sáb 15 de abril |         |         |
| Nueva Chicago        | 1 - 0     | Sp. Italiano    | Sáb 15 de abril |         |         |
| Quilmes              | 1 - 0     | Country Canning | Sáb 15 de abril |         |         |
| Almirante Brown      | 2 - 0     | Aldosivi        | Dom 16 de abril |         |         |
| Libre: Villa Dálmine |           |                 |                 |         |         |

| Fecha 3                | Fecha 3   | Fecha 3       | Fecha 3         | Fecha 3 | Fecha 3 |
| Local                  | Resultado | Visitante     | Fecha           |         |         |
| ---------------------- | --------- | ------------- | --------------- | ------- | ------- |
| Country Canning        | 2 - 0     | Villa Dálmine | Sáb 22 de abril |         |         |
| Lamadrid               | 2 - 1     | Nueva Chicago | Sáb 22 de abril |         |         |
| Sp. Italiano           | 0 - 2     | Quilmes       | Sáb 22 de abril |         |         |
| Aldosivi               | 1 - 1     | Cambaceres    | Dom 23 de abril |         |         |
| Libre: Almirante Brown |           |               |                 |         |         |

| Fecha 4                | Fecha 4   | Fecha 4         | Fecha 4         | Fecha 4 | Fecha 4 |
| Local                  | Resultado | Visitante       | Fecha           |         |         |
| ---------------------- | --------- | --------------- | --------------- | ------- | ------- |
| Cambaceres             | 2 - 0     | Almirante Brown | Sáb 29 de abril |         |         |
| Villa Dálmine          | 0 - 1     | Sp. Italiano    | Sáb 29 de abril |         |         |
| Quilmes                | 1 - 1     | Lamadrid        | Sáb 29 de abril |         |         |
| Nueva Chicago          | 1 - 5     | Aldosivi        | Dom 30 de abril |         |         |
| Libre: Country Canning |           |                 |                 |         |         |

| Fecha 5           | Fecha 5   | Fecha 5         | Fecha 5        | Fecha 5 | Fecha 5 |
| Local             | Resultado | Visitante       | Fecha          | Hora    |         |
| ----------------- | --------- | --------------- | -------------- | ------- | ------- |
| Aldosivi          | 1 - 0     | Quilmes         | Sáb 6 de mayo  | 19:00   |         |
| Almirante Brown   | 3 - 2     | Nueva Chicago   | Dom 7 de mayo  | 11:00   |         |
| Lamadrid          | 1 - 1     | Villa Dálmine   | Jue 18 de mayo | 15:30   |         |
| Sp. Italiano      | 0 - 1     | Country Canning | Mar 23 de mayo | 15:30   |         |
| Libre: Cambaceres |           |                 |                |         |         |

| Fecha 6             | Fecha 6   | Fecha 6         | Fecha 6        | Fecha 6 | Fecha 6 |
| Local               | Resultado | Visitante       | Fecha          | Hora    |         |
| ------------------- | --------- | --------------- | -------------- | ------- | ------- |
| Villa Dálmine       | 1 - 6     | Aldosivi        | Sáb 13 de mayo | 13:00   |         |
| Country Canning     | 0 - 0     | Lamadrid        | Sáb 13 de mayo | 15:00   |         |
| Quilmes             | 0 - 0     | Almirante Brown | Sáb 13 de mayo | 15:30   |         |
| Nueva Chicago       | 1 - 1     | Cambaceres      | Sáb 13 de mayo | 15:30   |         |
| Libre: Sp. Italiano |           |                 |                |         |         |

| Fecha 7              | Fecha 7   | Fecha 7         | Fecha 7         | Fecha 7 | Fecha 7 |
| Local                | Resultado | Visitante       | Fecha           | Hora    |         |
| -------------------- | --------- | --------------- | --------------- | ------- | ------- |
| Aldosivi             | 6 - 0     | Country Canning | Sáb 20 de mayo  | 20:00   |         |
| Almirante Brown      | 3 - 0     | Villa Dálmine   | Sáb 10 de junio | 15:30   |         |
| Cambaceres           | 0 - 0     | Quilmes         | Sáb 10 de junio | 15:30   |         |
| Lamadrid             | 0 - 0     | Sp. Italiano    | Sáb 10 de junio | 15:30   |         |
| Libre: Nueva Chicago |           |                 |                 |         |         |

| Fecha 8         | Fecha 8   | Fecha 8         | Fecha 8        | Fecha 8 | Fecha 8 |
| Local           | Resultado | Visitante       | Fecha          | Hora    |         |
| --------------- | --------- | --------------- | -------------- | ------- | ------- |
| Country Canning | 4 - 2     | Almirante Brown | Sáb 3 de junio | 15:00   |         |
| Villa Dálmine   | 0 - 3     | Cambaceres      | Sáb 3 de junio | 17:00   |         |
| Quilmes         | 5 - 0     | Nueva Chicago   | Dom 4 de junio | 12:30   |         |
| Sp. Italiano    | 0 - 1     | Aldosivi        | Dom 4 de junio | 15:30   |         |
| Libre: Lamadrid |           |                 |                |         |         |

| Fecha 9         | Fecha 9   | Fecha 9         | Fecha 9         | Fecha 9 | Fecha 9 |
| Local           | Resultado | Visitante       | Fecha           | Hora    |         |
| --------------- | --------- | --------------- | --------------- | ------- | ------- |
| Almirante Brown | 1 - 1     | Sp. Italiano    | Vie 16 de junio | 17:00   |         |
| Cambaceres      | 0 - 1     | Country Canning | Sáb 17 de junio | 11:00   |         |
| Nueva Chicago   | 4 - 0     | Villa Dálmine   | Dom 18 de junio | 15:30   |         |
| Aldosivi        | 5 - 0     | Lamadrid        | Dom 18 de junio | 16:00   |         |
| Libre: Quilmes  |           |                 |                 |         |         |

### Cuartos de final
Lo disputarán los 8 equipos clasificados de Primera Fase. A fin de determinar los enfrentamientos, se conformará una “Tabla General de Posiciones del Torneo Apertura 2023” entre las tres zonas, teniendo en cuenta a tal efecto, en primer lugar la posición en la tabla de su respectiva zona, luego los puntos obtenidos y luego la diferencia de gol. 
Se enfrentarán 1.º vs. 8.º, 2.º vs. 7.º, 3.º vs. 6.º y 4.º vs. 5.º. Será a partido único con localía del equipo mejor ubicado en la tabla general.

#### Tabla General Apertura 2023
| Orden | Equipo           | Pos.  | Pts. | D.G. |
| ----- | ---------------- | ----- | ---- | ---- |
| 1.º   | Arsenal          | 1.º B | 22   | +13  |
| 2.º   | Unión (SF)       | 1.º A | 21   | +23  |
| 3.º   | Aldosivi         | 1.º C | 19   | +20  |
| 4.º   | Talleres (RE)    | 2.º B | 18   | +11  |
| 5.º   | Laferrere        | 2.º A | 18   | +9   |
| 6.º   | Quilmes          | 2.º C | 15   | +11  |
| 7.º   | Atl. Rafaela     | 3.º B | 17   | +29  |
| 8.º   | Estrella del Sur | 3.º A | 17   | +16  |

#### Partidos
| Sáb 1.º de julio, 10:00 hs. | Talleres (RE) | 1 - 2   | Laferrere |  |  |
|                             |               | Reporte |           |  |  |

| Sáb 1.º de julio, 11:00 hs. | Unión (SF) | 2 - 2 (3 - 4 p.) | Atl. Rafaela |  |  |
|                             |            | Reporte          |              |  |  |

| Sáb 1.º de julio, 15:30 hs. | Arsenal | 5 - 2   | Estrella del Sur |  |  |
|                             |         | Reporte |                  |  |  |

| Sáb 1.º de julio, 18:00 hs. | Aldosivi | 1 - 0   | Quilmes |  |  |
|                             |          | Reporte |         |  |  |

### Semifinales
La disputarán los 4 equipos ganadores de cuartos de final. A fin de determinar los enfrentamientos y localías, se recurrirá al mismo sistema utilizado en la instancia anterior. 1.º vs. 4.º y 2.º vs. 3.º.

#### Tabla General Apertura 2023
| Orden | Equipo       | Pos.  | Pts. | D.G. |
| ----- | ------------ | ----- | ---- | ---- |
| 1.º   | Arsenal      | 1.º B | 22   | +13  |
| 2.º   | Aldosivi     | 1.º C | 19   | +20  |
| 3.º   | Laferrere    | 2.º A | 18   | +9   |
| 4.º   | Atl. Rafaela | 3.º B | 17   | +29  |

#### Partidos
| Sáb 8 de junio, 14:30 hs. | Arsenal | 3 - 3 (3 - 4 p.) | Atl. Rafaela |  |  |
|                           |         | Reporte          |              |  |  |

| Sáb 8 de junio, 19:00 hs. | Aldosivi | 7 - 0   | Laferrere |  |  |
|                           |          | Reporte |           |  |  |

### Final
| Sáb 15 de julio, 18:00 hs. | Aldosivi | 2 - 1   | Atl. Rafaela |  |  |
|                            |          | Reporte |              |  |  |

## Torneo Clausura

### Zona A

#### Tabla de posiciones
| Pos. | Equipo              | Pts. | PJ | PG | PE | PP | GF | GC | Dif. |
| ---- | ------------------- | ---- | -- | -- | -- | -- | -- | -- | ---- |
| 1.º  | Unión (SF)          | 21   | 8  | 7  | 0  | 1  | 33 | 5  | 28   |
| 2.º  | Chacarita Juniors   | 18   | 8  | 6  | 0  | 2  | 13 | 6  | 7    |
| 3.º  | Sp. Barracas        | 17   | 8  | 5  | 2  | 1  | 23 | 7  | 16   |
| 4.º  | Estrella del Sur    | 16   | 8  | 5  | 1  | 2  | 21 | 7  | 14   |
| 5.º  | El Frontón          | 12   | 8  | 4  | 0  | 4  | 15 | 8  | 7    |
| 6.º  | Laferrere           | 11   | 8  | 3  | 2  | 3  | 11 | 9  | 2    |
| 7.º  | Villas Unidas       | 7    | 8  | 2  | 1  | 5  | 8  | 20 | −12  |
| 8.º  | Juventud Unida (SM) | 3    | 8  | 1  | 0  | 7  | 3  | 31 | −28  |
| 9.º  | San Martín (B)      | 0    | 8  | 0  | 0  | 8  | 4  | 38 | −34  |

|  | 1er y 2do puesto clasificarán a cuartos de final + los dos mejores 3ros puestos. |

|  |

#### Resultados
| 1a Fecha          | 1a Fecha  | 1a Fecha            | 1a Fecha        | 1a Fecha | 1a Fecha |
| Local             | Resultado | Visitante           | Fecha           | Hora     |          |
| ----------------- | --------- | ------------------- | --------------- | -------- | -------- |
| Laferrere         | 3 - 1     | San Martín (B)      | Sáb 22 de julio | 15:00    |          |
| Estrella del Sur  | 1 - 1     | Sp. Barracas        | Sáb 22 de julio | 15:30    |          |
| Chacarita Juniors | 1 - 0     | El Frontón          | Sáb 22 de julio | 15:30    |          |
| Villas Unidas     | 2 - 1     | Juventud Unida (SM) | Sáb 22 de julio | 15:30    |          |
| Libre: Unión (SF) |           |                     |                 |          |          |

| 2a Fecha            | 2a Fecha  | 2a Fecha          | 2a Fecha | 2a Fecha | 2a Fecha |
| Local               | Resultado | Visitante         | Fecha    | Hora     |          |
| ------------------- | --------- | ----------------- | -------- | -------- | -------- |
| Sp. Barracas        | 1 - 1     | Laferrere         | Sáb 29/7 | 11:00    |          |
| Unión (SF)          | 3 - 0     | Villas Unidas     | Sáb 29/7 | 15:30    |          |
| San Martín (B)      | 0 - 2     | Chacarita Juniors | Dom 30/7 | 15:00    |          |
| Juventud Unida (SM) | 0 - 2     | Estrella del Sur  | Dom 30/7 | 15:30    |          |
| Libre: El Frontón   |           |                   |          |          |          |

| 3a Fecha             | 3a Fecha  | 3a Fecha            | 3a Fecha | 3a Fecha | 3a Fecha |
| Local                | Resultado | Visitante           | Fecha    | Hora     |          |
| -------------------- | --------- | ------------------- | -------- | -------- | -------- |
| Estrella del Sur     | 1 - 2     | Unión (SF)          | Sáb 5/8  | 11:00    |          |
| El Frontón           | 2 - 0     | San Martín (B)      | Sáb 5/8  | 13:30    |          |
| Chacarita Juniors    | 0 - 2     | Sp. Barracas        | Sáb 5/8  | 15:30    |          |
| Laferrere            | 3 - 1     | Juventud Unida (SM) | Dom 6/8  | 15:30    |          |
| Libre: Villas Unidas |           |                     |          |          |          |

| 4a Fecha              | 4a Fecha  | 4a Fecha          | 4a Fecha | 4a Fecha | 4a Fecha |
| Local                 | Resultado | Visitante         | Fecha    | Hora     |          |
| --------------------- | --------- | ----------------- | -------- | -------- | -------- |
| Unión (SF)            | 1 - 0     | Laferrere         | Sáb 19/8 | 11:00    |          |
| Sp. Barracas          | 2 - 1     | El Frontón        | Sáb 19/8 | 13:00    |          |
| Villas Unidas         | 2 - 4     | Estrella del Sur  | Sáb 19/8 | 15:30    |          |
| Juventud Unida (SM)   | 0 - 1     | Chacarita Juniors | Dom 20/8 | 15:30    |          |
| Libre: San Martín (B) |           |                   |          |          |          |

| 5a Fecha                | 5a Fecha  | 5a Fecha            | 5a Fecha | 5a Fecha | 5a Fecha |
| Local                   | Resultado | Visitante           | Fecha    | Hora     |          |
| ----------------------- | --------- | ------------------- | -------- | -------- | -------- |
| El Frontón              | 7 - 0     | Juventud Unida (SM) | Sáb 26/8 | 13:00    |          |
| San Martín (B)          | 1 - 4     | Sp. Barracas        | Sáb 26/8 | 14:00    |          |
| Laferrere               | 0 - 0     | Villas Unidas       | Sáb 26/8 | 15:30    |          |
| Chacarita Juniors       | 3 - 1     | Unión (SF)          | Dom 27/8 | 10:00    |          |
| Libre: Estrella del Sur |           |                     |          |          |          |

| 6a Fecha            | 6a Fecha  | 6a Fecha          | 6a Fecha | 6a Fecha | 6a Fecha |
| Local               | Resultado | Visitante         | Fecha    | Hora     |          |
| ------------------- | --------- | ----------------- | -------- | -------- | -------- |
| Estrella del Sur    | 0 - 1     | Laferrere         | Sáb 2/9  | 11:00    |          |
| Villas Unidas       | 0 - 3     | Chacarita Juniors | Sáb 2/9  | 15:30    |          |
| Unión (SF)          | 2 - 0     | El Frontón        | Dom 3/9  | 11:00    |          |
| Juventud Unida (SM) | 1 - 0     | San Martín (B)    | Mié 27/9 |          |          |
| Libre: Sp. Barracas |           |                   |          |          |          |

| 7a Fecha          | 7a Fecha  | 7a Fecha            | 7a Fecha | 7a Fecha | 7a Fecha |
| Local             | Resultado | Visitante           | Fecha    | Hora     |          |
| ----------------- | --------- | ------------------- | -------- | -------- | -------- |
| El Frontón        | 2 - 0     | Villas Unidas       | Sáb 9/9  | 15:30    |          |
| Chacarita Juniors | 0 - 1     | Estrella del Sur    | Sáb 9/9  | 15:30    |          |
| Sp. Barracas      | 7 - 0     | Juventud Unida (SM) | Sáb 23/9 | 14:00    |          |
| San Martín (B)    | 0 - 13    | Unión (SF)          | Dom 24/9 | 10:00    |          |
| Libre: Laferrere  |           |                     |          |          |          |

| 8a Fecha                   | 8a Fecha  | 8a Fecha          | 8a Fecha | 8a Fecha | 8a Fecha |
| Local                      | Resultado | Visitante         | Fecha    | Hora     |          |
| -------------------------- | --------- | ----------------- | -------- | -------- | -------- |
| Estrella del Sur           | 2 - 1     | El Frontón        | Sáb 16/9 | 11:00    |          |
| Laferrere                  | 2 - 3     | Chacarita Juniors | Sáb 16/9 | 15:30    |          |
| Villas Unidas              | 3 - 2     | San Martín (B)    | Sáb 16/9 | 15:30    |          |
| Unión (SF)                 | 2 - 1     | Sp. Barracas      | Dom 17/9 | 11:00    |          |
| Libre: Juventud Unida (SM) |           |                   |          |          |          |

| 9a Fecha                 | 9a Fecha  | 9a Fecha         | 9a Fecha   | 9a Fecha | 9a Fecha |
| Local                    | Resultado | Visitante        | Fecha      | Hora     |          |
| ------------------------ | --------- | ---------------- | ---------- | -------- | -------- |
| Juventud Unida (SM)      | 0 - 9     | Unión (SF)       | Sáb 30/9   | 9:30     |          |
| El Frontón               | 2 - 1     | Laferrere        | Sáb 30/9   | 13:00    |          |
| Sp. Barracas             | 5 - 1     | Villas Unidas    | Sáb 30/9   | 13:00    |          |
| San Martín (B)           | 0 - 10    | Estrella del Sur | Dom 1.º/10 | 10:00    |          |
| Libre: Chacarita Juniors |           |                  |            |          |          |

### Zona B

#### Tabla de posiciones
| Pos. | Equipo           | Pts. | PJ | PG | PE | PP | GF | GC | Dif. |
| ---- | ---------------- | ---- | -- | -- | -- | -- | -- | -- | ---- |
| 1.º  | Arsenal          | 22   | 8  | 7  | 1  | 0  | 21 | 3  | 18   |
| 2.º  | Talleres (RE)    | 18   | 8  | 6  | 0  | 2  | 19 | 5  | 14   |
| 3.º  | Atlético Rafaela | 17   | 8  | 5  | 2  | 1  | 35 | 13 | 22   |
| 4.º  | Tigre            | 16   | 8  | 5  | 1  | 2  | 19 | 9  | 10   |
| 5.º  | Luján            | 9    | 8  | 2  | 3  | 3  | 13 | 11 | 2    |
| 6.º  | Berazategui      | 7    | 8  | 2  | 1  | 5  | 13 | 22 | −9   |
| 7.º  | Midland          | 7    | 8  | 2  | 1  | 5  | 9  | 23 | −14  |
| 8.º  | Ituzaingó        | 4    | 8  | 1  | 1  | 6  | 5  | 27 | −22  |
| 9.º  | Cañuelas         | 2    | 8  | 0  | 2  | 6  | 8  | 28 | −20  |

|  | 1er y 2do puesto clasificarán a cuartos de final + los dos mejores 3ros puestos. |

|  |

#### Resultados
| 1a Fecha            | 1a Fecha  | 1a Fecha      | 1a Fecha        | 1a Fecha | 1a Fecha |
| Local               | Resultado | Visitante     | Fecha           | Hora     |          |
| ------------------- | --------- | ------------- | --------------- | -------- | -------- |
| Midland             | 0 - 4     | Talleres (RE) | Sáb 22 de julio | 10:00    |          |
| Tigre               | 5 - 0     | Ituzaingó     | Sáb 22 de julio | 15:00    |          |
| Cañuelas            | 0 - 6     | Arsenal       | Sáb 22 de julio | 15:30    |          |
| Berazategui         | 1 - 1     | Luján         | Sáb 22 de julio | 15:30    |          |
| Libre: Atl. Rafaela |           |               |                 |          |          |

| 2a Fecha      | 2a Fecha  | 2a Fecha    | 2a Fecha | 2a Fecha | 2a Fecha |
| Local         | Resultado | Visitante   | Fecha    | Hora     |          |
| ------------- | --------- | ----------- | -------- | -------- | -------- |
| Ituzaingó     | 0 - 0     | Cañuelas    | Sáb 29/7 | 10:00    |          |
| Talleres (RE) | 4 - 1     | Berazategui | Sáb 29/7 | 11:00    |          |
| Arsenal       | 4 - 0     | Midland     | Sáb 29/7 | 15:30    |          |
| Atl. Rafaela  | 3 - 3     | Tigre       | Sáb 29/7 | 15:30    |          |
| Libre: Luján  |           |             |          |          |          |

| 3a Fecha     | 3a Fecha  | 3a Fecha      | 3a Fecha | 3a Fecha | 3a Fecha |
| Local        | Resultado | Visitante     | Fecha    | Hora     |          |
| ------------ | --------- | ------------- | -------- | -------- | -------- |
| Cañuelas     | 1 - 7     | Atl. Rafaela  | Dom 6/8  | 13:00    |          |
| Midland      | 3 - 0     | Ituzaingó     | Dom 6/8  | 14:00    |          |
| Berazategui  | 1 - 3     | Arsenal       | Dom 6/8  | 15:00    |          |
| Luján        | 0 - 2     | Talleres (RE) | Dom 6/8  | 15:00    |          |
| Libre: Tigre |           |               |          |          |          |

| 4a Fecha             | 4a Fecha  | 4a Fecha    | 4a Fecha | 4a Fecha | 4a Fecha |
| Local                | Resultado | Visitante   | Fecha    | Hora     |          |
| -------------------- | --------- | ----------- | -------- | -------- | -------- |
| Ituzaingó            | 3 - 2     | Berazategui | Sáb 19/8 | 10:00    |          |
| Arsenal              | 2 - 0     | Luján       | Sáb 19/8 | 15:30    |          |
| Atl. Rafaela         | 6 - 1     | Midland     | Sáb 19/8 | 16:00    |          |
| Tigre                | 4 - 1     | Cañuelas    | Dom 20/8 | 11:00    |          |
| Libre: Talleres (RE) |           |             |          |          |          |

| 5a Fecha        | 5a Fecha  | 5a Fecha     | 5a Fecha | 5a Fecha | 5a Fecha |
| Local           | Resultado | Visitante    | Fecha    | Hora     |          |
| --------------- | --------- | ------------ | -------- | -------- | -------- |
| Luján           | 5 - 0     | Ituzaingó    | Sáb 26/8 | 15:00    |          |
| Talleres (RE)   | 0 - 1     | Arsenal      | Sáb 26/8 | 15:30    |          |
| Berazategui     | 0 - 6     | Atl. Rafaela | Dom 27/8 | 13:00    |          |
| Midland         | 0 - 1     | Tigre        | Dom 27/8 | 19:00    |          |
| Libre: Cañuelas |           |              |          |          |          |

| 6a Fecha       | 6a Fecha  | 6a Fecha      | 6a Fecha | 6a Fecha | 6a Fecha |
| Local          | Resultado | Visitante     | Fecha    | Hora     |          |
| -------------- | --------- | ------------- | -------- | -------- | -------- |
| Atl. Rafaela   | 1 - 0     | Luján         | Sáb 2/9  | 16:00    |          |
| Tigre          | 3 - 0     | Berazategui   | Mie 13/9 | 15:00    |          |
| Ituzaingó      | 0 - 1     | Talleres (RE) | Dom 24/9 | 09:00    |          |
| Cañuelas       | 2 - 3     | Midland       | Dom 24/9 | 15:30    |          |
| Libre: Arsenal |           |               |          |          |          |

| 7a Fecha       | 7a Fecha  | 7a Fecha     | 7a Fecha | 7a Fecha | 7a Fecha |
| Local          | Resultado | Visitante    | Fecha    | Hora     |          |
| -------------- | --------- | ------------ | -------- | -------- | -------- |
| Arsenal        | 2 - 0     | Ituzaingó    | Sáb 9/9  | 14:00    |          |
| Berazategui    | 2 - 1     | Cañuelas     | Sáb 9/9  | 15:00    |          |
| Luján          | 3 - 1     | Tigre        | Sáb 9/9  | 15:30    |          |
| Talleres (RE)  | 4 - 1     | Atl. Rafaela | Sáb 9/9  | 15:30    |          |
| Libre: Midland |           |              |          |          |          |

| 8a Fecha         | 8a Fecha  | 8a Fecha      | 8a Fecha | 8a Fecha | 8a Fecha |
| Local            | Resultado | Visitante     | Fecha    | Hora     |          |
| ---------------- | --------- | ------------- | -------- | -------- | -------- |
| Midland          | 1 - 5     | Berazategui   | Sáb 16/9 | 15:00    |          |
| Atl. Rafaela     | 2 - 2     | Arsenal       | Sáb 16/9 | 16:00    |          |
| Tigre            | 2 - 1     | Talleres (RE) | Dom 17/9 | 11:00    |          |
| Cañuelas         | 3 - 3     | Luján         | Dom 17/9 | 15:00    |          |
| Libre: Ituzaingó |           |               |          |          |          |

| 9a Fecha           | 9a Fecha  | 9a Fecha     | 9a Fecha   | 9a Fecha | 9a Fecha |
| Local              | Resultado | Visitante    | Fecha      | Hora     |          |
| ------------------ | --------- | ------------ | ---------- | -------- | -------- |
| Ituzaingó          | 2 - 9     | Atl. Rafaela | Sáb 29/9   | 12:00    |          |
| Talleres (RE)      | 3 - 0     | Cañuelas     | Sáb 29/9   | 16:00    |          |
| Arsenal            | 1 - 0     | Tigre        | Dom 1.º/10 | 15:30    |          |
| Luján              | 1 - 1     | Midland      | Dom 1.º/10 | 15:30    |          |
| Libre: Berazategui |           |              |            |          |          |

### Zona C

#### Tabla de posiciones
| Pos. | Equipo            | Pts. | PJ | PG | PE | PP | GF | GC | Dif. |
| ---- | ----------------- | ---- | -- | -- | -- | -- | -- | -- | ---- |
| 1.º  | Cambaceres        | 21   | 8  | 7  | 0  | 1  | 26 | 4  | 22   |
| 2.º  | Aldosivi          | 19   | 8  | 6  | 1  | 1  | 22 | 7  | 15   |
| 3.º  | Nueva Chicago     | 18   | 8  | 6  | 0  | 2  | 15 | 5  | 10   |
| 4.º  | Almirante Brown   | 18   | 8  | 6  | 0  | 2  | 14 | 8  | 6    |
| 5.º  | Quilmes           | 13   | 8  | 4  | 1  | 3  | 16 | 11 | 5    |
| 6.º  | Country Canning   | 7    | 8  | 2  | 1  | 5  | 16 | 18 | −2   |
| 7.º  | Sportivo Italiano | 5    | 8  | 1  | 2  | 5  | 4  | 10 | −6   |
| 8.º  | General Lamadrid  | 4    | 8  | 1  | 1  | 6  | 4  | 15 | −11  |
| 9.º  | Villa Dálmine     | 0    | 8  | 0  | 0  | 8  | 0  | 39 | −39  |

|  | 1er y 2do puesto clasificarán a cuartos de final + los dos mejores 3ros puestos. |

|  |

#### Resultados
| 1a Fecha        | 1a Fecha  | 1a Fecha        | 1a Fecha        | 1a Fecha | 1a Fecha |
| Local           | Resultado | Visitante       | Fecha           | Hora     |          |
| --------------- | --------- | --------------- | --------------- | -------- | -------- |
| Cambaceres      | 1 - 0     | Sp. Italiano    | Sáb 22 de julio | 15:30    |          |
| Almirante Brown | 3 - 0     | Lamadrid        | Dom 23 de julio | 11:00    |          |
| Nueva Chicago   | 1 - 0     | Country Canning | Dom 23 de julio | 15:30    |          |
| Quilmes         | 6 - 0     | Villa Dálmine   | Dom 23 de julio | 15:30    |          |
| Libre: Aldosivi |           |                 |                 |          |          |

| 2a Fecha             | 2a Fecha  | 2a Fecha        | 2a Fecha | 2a Fecha | 2a Fecha |
| Local                | Resultado | Visitante       | Fecha    | Hora     |          |
| -------------------- | --------- | --------------- | -------- | -------- | -------- |
| Sp. Italiano         | 0 - 2     | Nueva Chicago   | Sáb 29/7 | 12:00    |          |
| Lamadrid             | 0 - 1     | Cambaceres      | Sáb 29/7 | 14:00    |          |
| Country Canning      | 1 - 2     | Quilmes         | Sáb 29/7 | 15:30    |          |
| Aldosivi             | 1 - 3     | Almirante Brown | Dom 30/7 | 12:00    |          |
| Libre: Villa Dálmine |           |                 |          |          |          |

| 3a Fecha               | 3a Fecha  | 3a Fecha        | 3a Fecha | 3a Fecha | 3a Fecha |
| Local                  | Resultado | Visitante       | Fecha    | Hora     |          |
| ---------------------- | --------- | --------------- | -------- | -------- | -------- |
| Cambaceres             | 0 - 1     | Aldosivi        | Sáb 5/8  | 15:30    |          |
| Villa Dálmine          | 0 - 7     | Country Canning | Sáb 5/8  | 18:30    |          |
| Nueva Chicago          | 2 - 1     | Lamadrid        | Dom 6/8  | 15:30    |          |
| Quilmes                | 3 - 1     | Sp. Italiano    | Dom 6/8  | 15:30    |          |
| Libre: Almirante Brown |           |                 |          |          |          |

| 4a Fecha               | 4a Fecha  | 4a Fecha      | 4a Fecha | 4a Fecha | 4a Fecha |
| Local                  | Resultado | Visitante     | Fecha    | Hora     |          |
| ---------------------- | --------- | ------------- | -------- | -------- | -------- |
| Sp. Italiano           | 2 - 0     | Villa Dálmine | Dom 20/8 | 15:30    |          |
| Aldosivi               | 1 - 0     | Nueva Chicago | Dom 20/8 | 18:00    |          |
| Almirante Brown        | 0 - 3     | Cambaceres    | Sáb 23/9 | 16:00    |          |
| Lamadrid               | 0 - 1     | Quilmes       | Sáb 23/9 | 16:30    |          |
| Libre: Country Canning |           |               |          |          |          |

| 5a Fecha          | 5a Fecha  | 5a Fecha        | 5a Fecha | 5a Fecha | 5a Fecha |
| Local             | Resultado | Visitante       | Fecha    | Hora     |          |
| ----------------- | --------- | --------------- | -------- | -------- | -------- |
| Quilmes           | 2 - 2     | Aldosivi        | Sáb 26/8 | 11:00    |          |
| Country Canning   | 0 - 0     | Sp. Italiano    | Sáb 26/8 | 15:30    |          |
| Villa Dálmine     | 0 - 1*    | Lamadrid        | Sáb 26/8 | 18:30    |          |
| Nueva Chicago     | 2 - 0     | Almirante Brown | Dom 27/8 | 16:00    |          |
| Libre: Cambaceres |           |                 |          |          |          |

| 6a Fecha            | 6a Fecha  | 6a Fecha        | 6a Fecha | 6a Fecha | 6a Fecha |
| Local               | Resultado | Visitante       | Fecha    | Hora     |          |
| ------------------- | --------- | --------------- | -------- | -------- | -------- |
| Cambaceres          | 2 - 1     | Nueva Chicago   | Sáb 2/9  | 15:00    |          |
| Lamadrid            | 1 - 3     | Country Canning | Sáb 2/9  | 16:00    |          |
| Aldosivi            | 7 - 0     | Villa Dálmine   | Dom 3/9  | 16:00    |          |
| Almirante Brown     | 1 - 0     | Quilmes         |          |          |          |
| Libre: Sp. Italiano |           |                 |          |          |          |

| 7a Fecha             | 7a Fecha  | 7a Fecha        | 7a Fecha | 7a Fecha | 7a Fecha |
| Local                | Resultado | Visitante       | Fecha    | Hora     |          |
| -------------------- | --------- | --------------- | -------- | -------- | -------- |
| Quilmes              | 1 - 4     | Cambaceres      | Sáb 9/9  | 15:30    |          |
| Country Canning      | 2 - 4     | Aldosivi        | Sáb 9/9  | 15:30    |          |
| Sp. Italiano         | 1 - 1     | Lamadrid        | Dom 10/9 | 15:30    |          |
| Villa Dálmine        | 0 - 3     | Almirante Brown | Dom 10/9 | 16:30    |          |
| Libre: Nueva Chicago |           |                 |          |          |          |

| 8a Fecha        | 8a Fecha  | 8a Fecha        | 8a Fecha | 8a Fecha | 8a Fecha |
| Local           | Resultado | Visitante       | Fecha    | Hora     |          |
| --------------- | --------- | --------------- | -------- | -------- | -------- |
| Cambaceres      | 8 - 0     | Villa Dálmine   | Dom 17/9 | 11:00    |          |
| Almirante Brown | 3 - 2     | Country Canning | Dom 17/9 | 15:30    |          |
| Nueva Chicago   | 2 - 1     | Quilmes         | Dom 17/9 | 15:30    |          |
| Aldosivi        | 2 - 0     | Sp. Italiano    | Dom 17/9 | 17:00    |          |
| Libre: Lamadrid |           |                 |          |          |          |

| 9a Fecha        | 9a Fecha  | 9a Fecha        | 9a Fecha   | 9a Fecha | 9a Fecha |
| Local           | Resultado | Visitante       | Fecha      | Hora     |          |
| --------------- | --------- | --------------- | ---------- | -------- | -------- |
| Country Canning | 1 - 7     | Cambaceres      | Sáb 29/9   | 15:30    |          |
| Lamadrid        | 0 - 4     | Aldosivi        | Sáb 29/9   | 16:30    |          |
| Sp. Italiano    | 0 - 1     | Almirante Brown | Dom 1.º/10 | 15:30    |          |
| Villa Dálmine   | 0 - 5     | Nueva Chicago   | Dom 1.º/10 | 15:30    |          |
| Libre: Quilmes  |           |                 |            |          |          |

### Cuartos de final
Lo disputarán los 8 equipos clasificados de Primera Fase. A fin de determinar los enfrentamientos, se conformará una “Tabla General de Posiciones del Torneo Clausura 2023” entre las tres zonas, teniendo en cuenta a tal efecto, en primer lugar la posición en la tabla de su respectiva zona, luego los puntos obtenidos y luego la diferencia de gol.
Se enfrentarán 1.º vs. 8.º, 2.º vs. 7.º, 3.º vs. 6.º y 4.º vs. 5.º. Será a partido único con localía del equipo mejor ubicado en la tabla general.

#### Tabla General Clausura 2023
| Orden | Equipo           | Pos.  | Pts. | D.G. |
| ----- | ---------------- | ----- | ---- | ---- |
| 1.º   | Arsenal          | 1.º B | 22   | +18  |
| 2.º   | Unión (SF)       | 1.º A | 21   | +28  |
| 3.º   | Cambaceres       | 1.º C | 21   | +22  |
| 4.º   | Aldosivi         | 2.º C | 19   | +15  |
| 5.º   | Talleres (RE)    | 2.º B | 18   | +14  |
| 6.º   | Chacarita Jrs.   | 2.º A | 18   | +7   |
| 7.º   | Nueva Chicago    | 3.º C | 18   | +10  |
| 8.º   | Atlético Rafaela | 3.º B | 17   | +22  |

#### Partidos
| Sáb 14/10, 10:00 hs. | Cambaceres | 1 - 0   | Chacarita Jrs. | Ensenada, |  |
|                      |            | Reporte |                |           |  |

| Sáb 14/10, 11:00 hs. | Arsenal | 2 - 0   | Atl. Rafaela | Sarandí, |  |
|                      |         | Reporte |              |          |  |

| Sáb 14/10, 18:30 hs. | Aldosivi | 1 - 0   | Talleres (RE) | Mar del Plata, |  |
|                      |          | Reporte |               |                |  |

| Dom 15/10, 10:00 hs. | Unión (SF) | 4 - 0   | Nueva Chicago | Santa Fe, |  |
|                      |            | Reporte |               |           |  |

### Semifinales
La disputarán los 4 equipos ganadores de cuartos de final. A fin de determinar los enfrentamientos y localías, se recurrirá al mismo sistema utilizado en la instancia anterior. 1.º vs. 4.º y 2.º vs. 3.º.

#### Tabla General Clausura 2023
| Orden | Equipo     | Pos.  | Pts. | D.G. |
| ----- | ---------- | ----- | ---- | ---- |
| 1.º   | Arsenal    | 1.º B | 22   | +18  |
| 2.º   | Unión (SF) | 1.º A | 21   | +28  |
| 3.º   | Cambaceres | 1.°C  | 21   | +22  |
| 4.º   | Aldosivi   | 2.°C  | 19   | +15  |

#### Partidos
| Sáb 28/10, 10:00 hs. | Unión (SF) | 1 - 1 (3 - 1 p.) | Cambaceres | Santa Fe, |  |
|                      |            | Reporte          |            |           |  |

| Sáb 28/10, 14:30 hs. | Arsenal | 1 - 0   | Aldosivi | Sarandí, |  |
|                      |         | Reporte |          |          |  |

### Final
| Sáb 4/10, 10:00 hs. | Arsenal | 0 - 0 (3 - 4 p.) | Unión (SF) | Sarandí, |  |
|                     |         | Reporte          |            |          |  |

## Final del Campeonato
La disputaron, el campeón del Torneo Apertura y el campeón del Torneo Clausura, a partido único con localía del equipo mejor posicionado en la tabla general.
| Sábado 11 de noviembre, 10 am. | Unión (SF)                                                | 3 - 0   | Aldosivi | 15 de Abril, Santa Fe, Argentina |  |
|                                | Melina Reus 11' · Melina Reus 56' · Agostina Alegre 79' · | Reporte |          |                                  |  |

|                           |
| Club Atlético Unión       |
| Campeón de Primera C 2023 |

## Tabla general de posiciones
| Pos. | Equipo              | Pts. | PJ | PG | PE | PP | GF | GC | Dif. |
| ---- | ------------------- | ---- | -- | -- | -- | -- | -- | -- | ---- |
| 1.º  | Arsenal             | 44   | 16 | 14 | 2  | 0  | 39 | 8  | 31   |
| 2.º  | Unión (SF)          | 42   | 16 | 14 | 0  | 2  | 60 | 9  | 51   |
| 3.º  | Aldosivi            | 38   | 16 | 12 | 2  | 2  | 47 | 12 | 35   |
| 4.º  | Talleres (RE)       | 36   | 16 | 12 | 0  | 4  | 35 | 10 | 25   |
| 5.º  | Atlético Rafaela    | 34   | 16 | 10 | 4  | 2  | 69 | 18 | 51   |
| 6.º  | Sp. Barracas        | 34   | 16 | 10 | 4  | 2  | 43 | 17 | 26   |
| 7.º  | Estrella del Sur    | 33   | 16 | 10 | 3  | 3  | 44 | 14 | 30   |
| 8.º  | Cambaceres          | 33   | 16 | 10 | 3  | 3  | 36 | 8  | 28   |
| 9.º  | Tigre               | 32   | 16 | 10 | 2  | 4  | 37 | 14 | 23   |
| 10.º | Almirante Brown     | 30   | 16 | 9  | 3  | 4  | 25 | 17 | 8    |
| 11.º | Laferrere           | 29   | 16 | 8  | 5  | 3  | 24 | 13 | 11   |
| 12.º | Chacarita Juniors   | 28   | 16 | 9  | 1  | 6  | 37 | 21 | 16   |
| 13.º | Quilmes             | 28   | 16 | 8  | 4  | 4  | 29 | 13 | 16   |
| 14.º | Nueva Chicago       | 28   | 16 | 9  | 1  | 6  | 27 | 22 | 5    |
| 15.º | El Frontón          | 24   | 16 | 8  | 0  | 8  | 30 | 25 | 5    |
| 16.º | Country Canning     | 20   | 16 | 6  | 2  | 8  | 25 | 29 | −4   |
| 17.º | Luján               | 19   | 16 | 5  | 4  | 7  | 21 | 27 | −6   |
| 18.º | Midland             | 15   | 16 | 4  | 3  | 9  | 20 | 36 | −16  |
| 19.º | Berazategui         | 14   | 16 | 4  | 2  | 10 | 21 | 44 | −23  |
| 20.º | Sportivo Italiano   | 13   | 16 | 3  | 4  | 9  | 7  | 16 | −9   |
| 21.º | General Lamadrid    | 12   | 16 | 2  | 6  | 8  | 8  | 26 | −18  |
| 22.º | Villas Unidas       | 10   | 16 | 3  | 1  | 12 | 15 | 44 | −29  |
| 23.º | Cañuelas            | 8    | 16 | 2  | 2  | 12 | 17 | 49 | −32  |
| 24.º | Juventud Unida (SM) | 4    | 16 | 1  | 1  | 14 | 9  | 60 | −51  |
| 25.º | Ituzaingó           | 4    | 16 | 1  | 1  | 14 | 9  | 62 | −53  |
| 26.º | San Martín (B)      | 4    | 16 | 1  | 1  | 14 | 14 | 73 | −59  |
| 27.º | Villa Dálmine       | 1    | 16 | 0  | 1  | 15 | 2  | 63 | −61  |

|  | Campeón. Ascendió a Primera B.                   |
|  | Clasificó a las semifinales del Torneo Reducido. |
|  | Queda desafiliado por una temporada.             |

|  |

## Torneo Reducido

### Primera fase
Lo disputarán los 6 equipos clasificados de la Tabla General anual.
Se enfrentarán 1º vs. 6º, 2º vs. 5º y 3º vs. 4º. Será a partido único con localía del equipo mejor ubicado en la tabla general.

#### Tabla General 2023
| Orden | Equipo           | Pts. | D.G. |
| ----- | ---------------- | ---- | ---- |
| 1.º   | Arsenal          | 44   | +31  |
| 2.º   | Talleres (RE)    | 36   | +25  |
| 3.º   | Atl. Rafaela     | 34   | +51  |
| 4.º   | Sp. Barracas     | 34   | +26  |
| 5.º   | Estrella del Sur | 33   | +30  |
| 6.º   | Cambaceres       | 33   | +28  |

#### Partidos
| Sáb 25/11, 8:30 hs. | Arsenal | 1 - 0   | Cambaceres | Sarandí, |  |
|                     |         | Reporte |            |          |  |

| Sáb 25/11, 8:30 hs. | Talleres (RE) | 2 - 3   | Estrella del Sur | Remedios de Escalada, |  |
|                     |               | Reporte |                  |                       |  |

| Dom 26/11, 8:30 hs. | Atl. Rafaela | 4 - 0   | Sp. Barracas | Rafaela, |  |
|                     |              | Reporte |              |          |  |

### Semifinales
A los 3 clasificados de la Primera Fase se le sumará el perdedor de la final por el 1er ascenso, ordenándose nuevamente por la Tabla General, considerando al perdedor de la final como 1° y quedando establecidos los siguientes enfrentamientos: 1º vs. 4º y 2º vs. 3º. Será a partido único con localía del equipo mejor ubicado en la tabla general.

#### Tabla General 2023
| Orden | Equipo           | Pts. | D.G. |
| ----- | ---------------- | ---- | ---- |
| 1.º   | Aldosivi         |      |      |
| 2.º   | Arsenal          | 44   | +31  |
| 3.º   | Atl. Rafaela     | 34   | +51  |
| 4.º   | Estrella del Sur | 33   | +30  |

#### Partidos
| Sáb 2/12, 19:00 hs. | Aldosivi | 0 - 0 (6 - 5 p.) | Estrella del Sur | Mar del Plata, |  |
|                     |          | Reporte          |                  |                |  |

| Dom 3/12, 8:30 hs. | Arsenal | 0 - 5   | Atl. Rafaela | Sarandí, |  |
|                    |         | Reporte |              |          |  |

### Final
| Sáb 9/12, 19:30 hs. | Aldosivi | 2 - 2 (4 - 5 p.) | Atl. Rafaela | Mar del Plata, |  |